# جنى محمود
جنى محمود (مواليد 17 أغسطس 2004) هي لاعبة جمباز فني مصرية، حصلت على الميدالية الذهبية في منافسات الفرق في بطولة أفريقيا للجمباز الفني 2022.

## وصلات خارجية
- جنى محمود على موقع الاتحاد الدولي للجمباز (licence) (الإنجليزية)
- جنى محمود على موقع الاتحاد الدولي للجمباز (biography) (الإنجليزية)